# SheZow
SheZow (ШеЗоу) — анимационный супергеройский сериал и ситком. В нем представлены приключения мальчика, который непреднамеренно становится супергероиней, из-за чего его костюм и оборудование — женские.
Сериал начал транслироваться на Network Ten в Австралии 15 декабря 2012 года.

## Синопсис
Главный герой сериала, 12-летний мальчик по имени Гай Хэмдон, обнаруживает кольцо, дарящее силы супергероини ШеЗоу, унаследованное от его покойной тёти Агнес. Он надевает его и превращается в девушку в костюме, борющуюся с преступностью, произнося фразу «You go girl!» («Вперёд, девочка!»)
Поскольку он не может снять кольцо с пальца, Гай использует кольцо силы, чтобы стать ШеЗоу. Но несмотря на то, что оно дает ему суперспособности, оно предназначалось только для девушки, поэтому Гай должен носить женский супергеройский костюм и притворяться девушкой во время борьбы с преступностью.

## Озвучивание

### В ролях
- Джеки Бреннан — Шейла, Тара, Грилла, Нулл, мадам Куриадор
- Лайалл Брукс — Брайан Ухмылка, Татузалла, Колдфингер, Моктопус, Вакерман, Старший Йо-Йо, Граф Пуссенбит, Мистер Цилиндр, Мега Обезьяна, Капая Коала, Крэш Гром, Аристотель, Брухаха, Доктор Франкенвезер, Фибберачи, Майор Отношение, Мэнни Кен, Пустота, Барвинок, Коса Пузыря, Мучер, Пиратская Поссе, Дадли, Келли, Капитан XL, Мэр Стэнли, Линк, Сарказмо, Уишингтон, Тэд, МакСнифф, Юридический кот
- Дэвид-Майлз Браун — Гай/ШеЗоу (только в Австралии и Новой Зеландии), Мучер, Пират Поссе
- Дэн Хэмилл — офицер Бокстер, Кэнди Рэппер, Ле Голубь, Мучер, Фредди Фартонович
- Мэтт Хилл — Маз
- Диана Каарина — Келли
- Джастин Кеннеди — Биг Чоу Слим
- Элизабет Наббен — Друша, тётя Агнес, миссис Тварь, малыш Скарингтон, Ума Термал
- Сэмюэл Винсент — Гай/ШеЗоу (только северная Америка), ШеЗап
- Сесилия Рамсдейл — Гэл/ДудеПоу, Мэйзи, Ванда

### Экипаж
- Терри Классен — руководитель озвучивания
- Дейл Уоррен — режиссёр озвучивания / саунд-дизайнер / звукорежиссер